# Progetto '92
Il Progetto '92 è stata una sperimentazione lanciata nel 1989 dal Ministero per la Pubblica Istruzione per riformare la proposta formativa degli Istituti professionali.
L'insegnamento del nuovo ordinamento era riformulato rispetto a quello previgente. Il quadro orario era suddiviso in tre aree: area comune, di indirizzo e di approfondimento.

## Indirizzi
| Biennio iniziale (1ª-2ª classe) | Anno di qualifica (3ª classe)                    | Biennio post-qualifica (4ª-5ª classe)   |
| ------------------------------- | ------------------------------------------------ | --------------------------------------- |
| Agrario                         | Operatore agro-ambientale                        | Agrotecnico                             |
| Agrario                         | Operatore agro-industriale                       | Agrotecnico                             |
| Agrario                         | Operatore agrituristico                          | Agrotecnico                             |
| Edile                           | Operatore edile                                  | Tecnico dell'edilizia                   |
| Elettrico ed Elettronico        | Operatore elettrico                              | Tecnico delle industrie elettriche      |
| Elettrico ed Elettronico        | Operatore elettronico                            | Tecnico delle industrie elettroniche    |
| Elettrico ed Elettronico        | Operatore delle telecomunicazioni                | Tecnico delle industrie elettroniche    |
| Meccanico-Termico               | Operatore meccanico                              | Tecnico delle industrie meccaniche      |
| Meccanico-Termico               | Operatore meccanico-ottico                       | Ottico                                  |
| Meccanico-Termico               | Operatore meccanico-odontotecnico                | Odontotecnico                           |
| Meccanico-Termico               | Operatore termico                                | Tecnico dei sistemi energetici          |
| Abbigliamento e Moda            | Operatore della moda                             | Tecnico dell'abbigliamento e della moda |
| Chimico e Biologico             | Operatore chimico-biologico                      | Tecnico chimico e biologico             |
| Alberghiero e Ristorazione      | Operatore ai servizi di cucina                   | Tecnico dei servizi di ristorazione     |
| Alberghiero e Ristorazione      | Operatore ai servizi di sala-bar                 | Tecnico dei servizi di ristorazione     |
| Alberghiero e Ristorazione      | Operatore ai servizi di segreteria e ricevimento | Tecnico dei servizi turistici           |
| Grafico-Pubblicitario           | Operatore grafico-pubblicitario                  | Tecnico della grafica pubblicitaria     |
| Economico-Aziendale e Turistico | Operatore della gestione aziendale               | Tecnico della gestione aziendale        |
| Economico-Aziendale e Turistico | Operatore dell'impresa turistica                 | Tecnico dei servizi turistici           |
| Servizi sociali                 | Operatore dei servizi sociali                    | Tecnico dei servizi sociali             |

## Indirizzi atipici
Gli indirizzi "atipici" erano attivati in pochi istituti ed erano collegati a particolari nicchie produttive.
| Qualifica                                                          | Post-qualifica                                       |
| ------------------------------------------------------------------ | ---------------------------------------------------- |
| Operatore dell'industria molitoria                                 | Tecnico dell'arte bianca                             |
| Operatore dell'industria dolciaria                                 | Tecnico dell'arte bianca                             |
| Operatore dell'industria del mobile e dell'arredamento             | Tecnico dell'industria del mobile e dell'arredamento |
| Operatore dell'artigianato del marmo                               | Tecnico del marmo                                    |
| Operatore dell'industria del marmo                                 | Tecnico del marmo                                    |
| Operatore delle industrie ceramiche                                | Tecnico dei processi ceramici                        |
| Operatore delle lavorazioni ceramiche                              | Tecnico dei processi ceramici                        |
| Operatore per l'industria grafica                                  | Tecnico delle industrie grafiche                     |
| Operatore del mare                                                 | Tecnico del mare                                     |
| Operatore della comunicazione audiovisiva                          | Tecnico dell'industria audiovisiva                   |
| Operatore di liuteria                                              | Tecnico di liuteria                                  |
| Operatore fotografico                                              | Tecnico della produzione dell'immagine fotografica   |
| Operatore orafo                                                    | Tecnico dell'industria orafa                         |
| Centralinista telefonico (destinato esclusivamente ai non vedenti) |                                                      |
| Massofisioterapista (destinato esclusivamente ai non vedenti)      |                                                      |